# Alexander Iwanowitsch Bastrykin

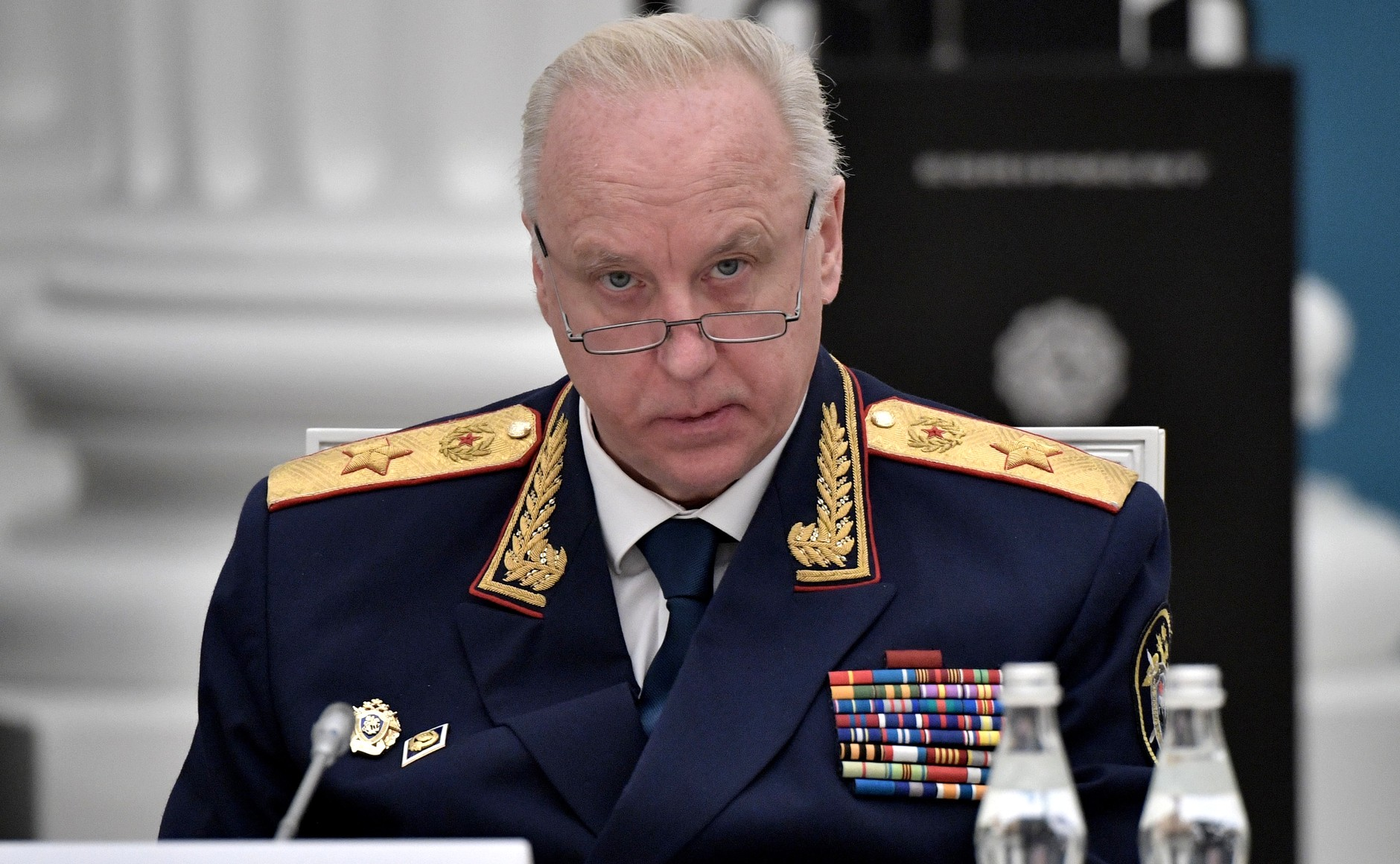
Alexander Bastrykin, 2019

Alexander Iwanowitsch Bastrykin (russisch Алекса́ндр Ива́нович Бастры́кин; * 27. August 1953 in Pskow) ist der Chef des Ermittlungskomitees der Russischen Föderation.

## Karriere
Bastrykin besuchte von 1970 bis 1975 die juristische Fakultät der Universität Leningrad; er studierte gleichzeitig mit Wladimir Putin. Von 1975 bis 1978 diente er in den Sicherheitsorganen von Leningrad. Er war Inspektor der Kriminalpolizei, der Ermittlungsabteilung der Miliz (Polizei). Dabei verfolgte er eine wissenschaftliche und pädagogische Tätigkeit innerhalb der Universität Leningrad (später Sankt Petersburg) sowie der KPdSU als Sekretär des Komsomol mit einer Aufsichtsfunktion über die Abteilungen für Agitation und Propaganda sowie die militärpatriotische Jugendbildung.
2007 wurde von Putin das Untersuchungskomitee des Büros des Generalprokurators eingeführt, das jedoch de facto unabhängig war vom Generalprokurator; Bastrikyn wurde der erste Vorsitzende des Komitees.
Er gilt als enger Vertrauter von Putin.
2009 wurde Bastrykin beim Bombenanschlag auf den Newski-Express zwischen Moskau und Sankt Petersburg verletzt. Die zweite Bombe sollte auf die Untersuchungsbehörden zielen, die den ersten Anschlag untersuchten.
Im Jahr 2012 bedrohte Bastrykin einen Journalisten der Nowaja gaseta scherzhaft mit dem Tod und meinte, er selbst würde dann den Mord untersuchen.
Im Sommer 2012 wurde er vom Blogger Alexei Nawalny eher ironisch beschuldigt, ein Doppelagent und Spion für die NATO-Staaten zu sein, nachdem Nawalny in seiner eigenen Wohnung Videoüberwachungseqiupment gefunden hat, das er den Untergebenen von Bastrykin zugeordnet hat. Zuvor entdeckte Nawalny öffentlich zugängliche Dokumente der Tschechischen Republik, die bewiesen, dass Bastrykin zwischen 2007 und 2009 eine Aufenthaltserlaubnis für Tschechien besessen hat und dort über seine tschechische Firma Wohneigentum erwarb. Problematisch dabei ist der Umstand, dass Beamte in seiner Position laut Gesetz (auch im Ausland) keine Firmen besitzen dürfen. Die oben genannte Firma wurde auch bei der Steuererklärung Bastrykins nicht aufgeführt, was dem Tatbestand der Steuerflucht nahekommt und auch sonstige Gesetze, die das erlaubte Einkommen der Beamten regeln, verletzt. Zuvor hatte Bastrykin die Untersuchungsbehörden kritisiert, nicht gegen den Oppositionellen Nawalny vorgegangen zu sein und eine frühere Untersuchung fallengelassen zu haben.
Nach der Annexion der Krim 2014 stand Bastrykin auf den Sanktionslisten der EU und der USA.
Im Jahr 2020 strich er die Bildung ständig neuer Abteilungen heraus: Die Aufgaben der Verbrechensbekämpfung durch Staatsführung im Kreml würden ständig verändert. Die Nowaja gaseta schrieb, er jage imaginäre Verräter, nämlich diejenigen Politikwissenschaftler, welche die Amtszeitverlängerung von Wladimir Putin kritisierten oder Ärzte und Journalisten, welche während der COVID19-Pandemie ihre Beobachtungen veröffentlichten. Seine grundlegende Aufgabe sei die Abschreckung von Oppositionsaktivitäten.
Aufgrund der Inhaftierung von Alexej Nawalny im Jahr 2021 verhängte die Europäische Union (EU) Anfang März 2021 Einreisesperren in die EU und Kontensperrungen gegen ihn als Chef des Ermittlungskomitees. Bastrykin leitet eine Politik, die nach eigenen Angaben vom 24. Juni 2024 rund 10.000 eingebürgerte russische Staatsbürger unter Androhung des Entzugs des Bürgerrechts zum Militärdienst gegen die Ukraine gezwungen hat, dies meldete die Agentur Interfax. Bastrykin behauptete, insgesamt habe er rund 30.000 Bürger mit dieser Begründung verhaften lassen.